# Perdita fasciatella
Perdita fasciatella är en biart som beskrevs av Timberlake 1980. Perdita fasciatella ingår i släktet Perdita och familjen grävbin. Inga underarter finns listade i Catalogue of Life.